# Halo Wars
Halo Wars és un videojoc d'estratègia en temps real, desenvolupat per Ensemble Studios i dissenyat en exclusiva per la plataforma de Microsoft Xbox 360. Juntament amb l'anunci de la seqüela, Halo Wars 2, es va revelar que el joc original estava sent remasteritzat i es comercialitzaria també a Xbox One i Microsoft Windows a principis de 2017.
El joc es va anunciar durant el X06 (la conferència dedicada als jocs exclusius de Microsoft) de Microsoft Game Studios el 27 de setembre de 2006. Al cap de tres anys, a principis de 2009, el joc es va posar a la venda.
Halo Wars permet al jugador posar-se al càrrec de les forces humanes de la UNSC i veure l'univers Halo des d'una perspectiva totalment nova. El joc se situa abans dels esdeveniments de Halo: Combat Evolved, en els primers enfrontaments entre humans i Covenant. Els jugadors han de liderar les tropes de la nau espacial Spirit of Fire de la UNSC des d'unes escaramusses inicials fins a una guerra total contra els Covenant.
El joc va aconseguir unes crítiques generalment bones, amb una nota mitjana de 8,2, i va vendre més d'un milió de còpies a tot el món, sent un dels jocs d'estratègia exclusiu per consoles més ben vengut.

## Història
La trama d'aquesta nova entrega de la franquícia Halo, estarà situada just abans dels successos de la primera entrega de la franquícia, arribada el 2001 a la Xbox, Halo: Combat Evolved.